# Bo Maerten
 (octobre 2018).
Si vous disposez d'ouvrages ou d'articles de référence ou si vous connaissez des sites web de qualité traitant du thème abordé ici, merci de compléter l'article en donnant les références utiles à sa vérifiabilité et en les liant à la section « Notes et références ».
Pour les articles homonymes, voir Maerten.
Bo Maerten, née le 10 octobre 1992 à La Haye, est une actrice néerlandaise, fille de l'acteur belge Hugo Maerten et surtout connue pour son rôle principal dans le film Tombouctou. De décembre 2008 à mai 2010, elle présente également la série ONM. Elle joue le rôle de Kim Klein, la nièce de Marnix, Jasper, Sanne et Esmee Klein.
Bo Maerten fréquente l'Interconfessional Makeblijde College à Rijswijk, puis le Segbroek College à La Haye où elle obtient son diplôme pré-universitaire en 2010. Elle va ensuite étudier à l'Académie de théâtre de Maastricht.
En 2013, elle joue un rôle dans la série télévisée Feuten and Van God, et a un rôle dans le long métrage Wolf. En 2014 et 2015, elle joue dans Celblok H et a plusieurs rôles invités, notamment dans Meiden van de Herengracht et Heer & Meester. Elle joue également Barbara Loonhuizen dans la série Tessa. Elle joue également le rôle de Belle dans le film cinématographique Mannenharten 2. En 2016, elle joue dans le film d'horreur Arrêt Pipi. En 2017, le film Ron Goossens, Low Budget Stuntman sort, dans lequel elle joue une version exagérée de lui-même. On peut aussi la voir dans le clip So Far Away des DJs Martin Garrix et David Guetta.

## Filmographie
- 2007 : Timboektoe (en) de Dave Schram: Isa[1]
- 2013 : Wolf de Jim Taihuttu : Tessa[2]
- 2013 : Bros Before Ho's (en) de Steffen Haars et Flip van der Kuil : Girl[3]
- 2015 : Mannenharten 2 (nl) de  Mark de Cloe : Belle[4]
- 2015 : Arrêt Pipi ; court-métrage de Maarten Groen : Sarah
- 2017 : Ron Goossens, Low Budget Stuntman (nl) de  Steffen Haars et Flip van der Kuil : Elle-même[5]

### Séries télévisées
- 2008-2010 : Onderweg naar Morgen de : Kim Klein[6]
- 2013 : Feuten (nl) : Renee de Wit[7]
- 2013 : Van God Los (nl) : Samantha[8]
- 2014-2016 : Celblok H (nl) : Tess de Waal[9]
- 2015 : Meiden van de Herengracht (nl) : Isabelle de Bruin[10]
- 2015 : Tessa : Barbara
- 2016 : Heer & Meester (nl) : Ruth[11]